# Atamisqui (departamento)
Atamisqui é um departamento da Argentina, localizado na 
província de Santiago del Estero.